# Crkva sv. Ivana Krstitelja u Sv. Ivanu Žabno
Crkva sv. Ivana Krstitelja u Sv. Ivanu Žabno je župna crkva u općinskom mjestu Sveti Ivan Žabno u okolici Križevaca.
Potječe iz 14. stoljeća. Više puta je obnavljana, a sadašnji izgled je s kraja 19. stoljeća. Posvećena je sv. Ivanu Krstitelju po kojem je i mjesto dobilo ime. Iz baroknog razdoblja sačuvano je pet kipova svetaca i anđeo iznad propovijedaonice. Crkva ima oblik latinskog križa. Iznad glavnog oltara je prikaz Krštenja Isusova, prilikom kojeg je sv. Ivan Krstitelj krstio Isusa na rijeci Jordan. S bočnih strana glavnog oltara su kipovi apostola sv. Petra i Pavla s početka 20. stoljeća. U lijevom bočnom oltaru su kipovi Presvetog Srca Isusova, Bezgrješnog Srca Marijina i sv. Antuna Padovanskog s Djetetom Isusom. 
U parku iza crkve je kasnobarokni kip sv. Ivana Nepomuka s kraja 18. ili početka 19. stoljeća te više nadgrobnih spomenika prijašnjeg groblja. Oko župne crkve pronađeni su antički nalazi s pretpostavkom, da je tu prolazila rimska cesta. 
Crkva se nalazi u središtu mjesta uz cestu Bjelovar - Zagreb te uz odvojak ceste za Križevce.

## Orgulje
Ferdo Heferer izgradio je orgulje za crkvu (op. 154) 1895. godine. Glazbalo ima ovu dispoziciju:
| Manual C–f3 |             |    |
| 1.          | Principal   | 8′ |
| 2.          | Copula      | 8′ |
| 3.          | Salicional  | 8′ |
| 4.          | Regal       | 4′ |
| 5.          | Flauto      | 4′ |
| 6.          | Dolce       | 4′ |
| 7.          | Superoctav  | 2′ |
| 8.          | Cornett III |    |

| Pedal C–f1 |           |     |
| 9.         | Subbass   | 16′ |
| 10.        | Octavbass | 8′  |

Spojevi: man-ped. 

Kolektivi: Pleno. 

Trakture su mehaničke s kliznicama.